# ستيوارت كامبل (سياسي)
ستيوارت كامبل هو سياسي كندي، ولد في 5 مايو 1812 في جامايكا، وتوفي في 20 فبراير 1885 في كندا. حزبياً، نشط في Anti-Confederation Party ‏. وقد انتخب عضو مجلس نواب نوفا سكوتيا وانتخب رئيس المجلس النيابي لنوفا سكوشا ‏.